# Type 4 Ke-Nu
Le Type 4 Ke-Nu (四式軽戦車 ケヌ, Yon-shiki keisensha Kenu) était un char léger de l'Armée Impériale Japonaise durant la seconde Guerre Mondiale. C'était une transformation du Type 95 Ha-Go , rééquipée avec la tourelle du Type 97 Chi-Ha.

## L'histoire et le développement
Le Type 4 Ke-Nu était une variante du Type 95 Ha-Go. Le Type 97 Chi-Ha original était armé avec un canon de 57 mm à faible vitesse initiale. L'expérience opérationnelle contre les Soviétiques de l'Armée Rouge lors de l'incident de Nomonhan, à l'époque des conflits transfrontaliers entre Soviétiques et Japonais en 1939, a révélé que ce canon était insuffisant contre les chars ennemis, et ainsi le canon antichar Type 1 de 47 mm a été développé, possédant une plus grande vitesse à la bouche. Celui-ci a été installé sur le Type 97 Chi-Ha avec une nouvelle tourelle pour produire le Type 97 ShinHoTo Chi-Ha. Ainsi, un grand nombre de tourelles de Type 97 Chi-Ha étaient abandonnées. Elles seront plus tard installées sur le châssis de l'obsolète Type 95 Ha-Go, dont le résultat sera désigné comme Type 4 Ke-Nu. Le rééquipement a fait diminuer le problème de l'exiguïté de la place dans la tourelle pour l'équipage. Auparavant, une tentative d'amélioration de la puissance de feu du Type 95 Ha-Go avec un canon de 57 mm dans une tourelle modifiée avait été tentée. Ce prototype était connu comme le Type 3 Ke-Ri, et il ne passa pas l'étape des essais en 1943. Environ 100 unités ont été converties en Type 4 Ke-Nu durant 1944.

## Conception
Essentiellement un Type 95 Ha-Go avec une tourelle de Type 97 Chi-Ha, le Type 4 Ke-Nu avait une légère meilleure puissance de feu, mais le rééquipement a augmenté le poids du char à 8,4 tonnes , réduisant la vitesse maximale du char à 40 km/h. Etant donné que la nouvelle tourelle avait un blindage plus épais, il a fourni à l'équipage une protection supplémentaire, mais n'a pas atténué la plus grande faiblesse du Type 95 : l'absence de blindage pour le châssis. L'épaisseur de blindage maximum pour le char (25 mm) était fournie grâce à la tourelle du Type 97, mais elle était pénétrée par les canons de 37 mm, 75 mm et de 2 livres des chars Alliés.

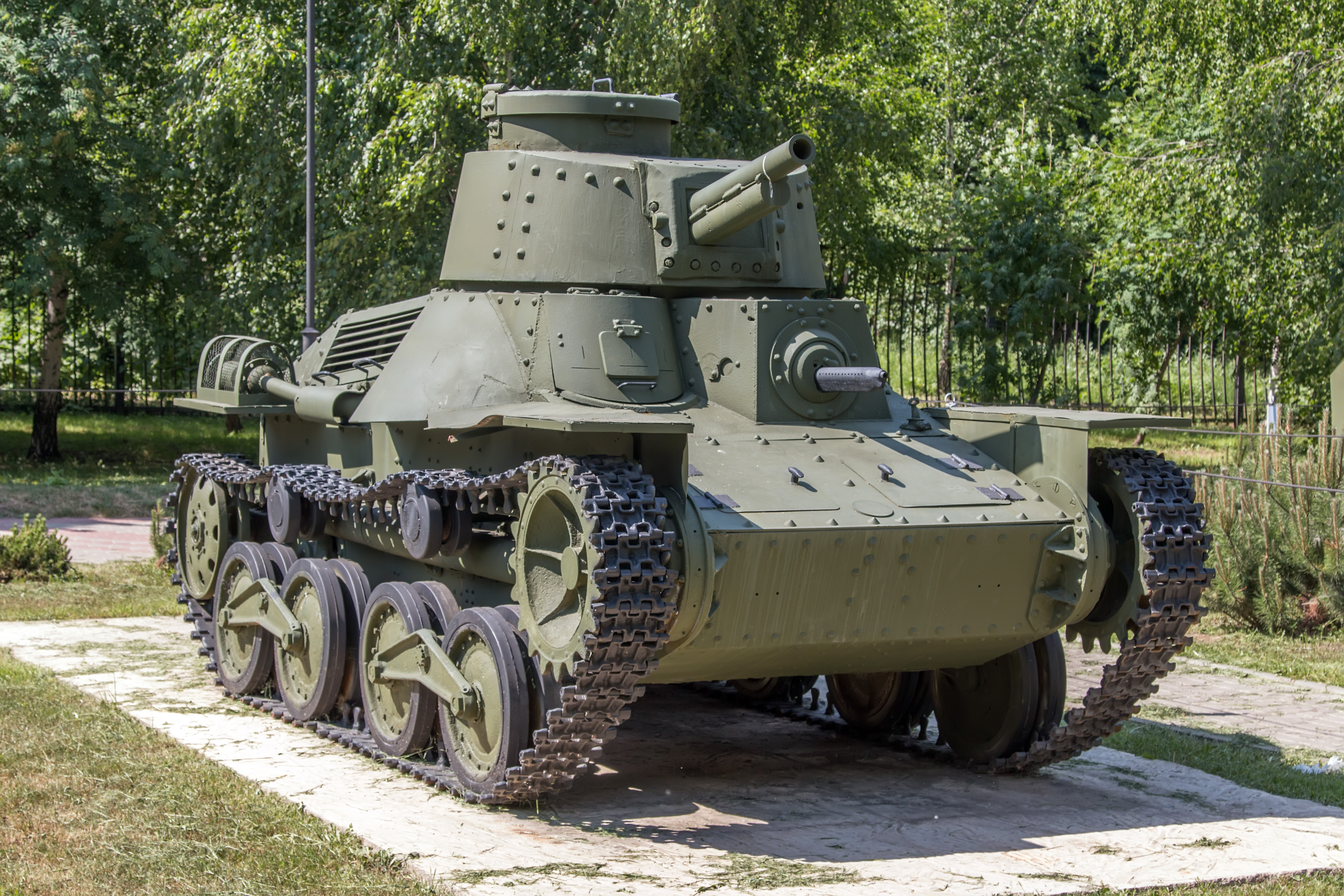
Type 4 Ke-Nu au Great Patriotic War Museum à Moscou
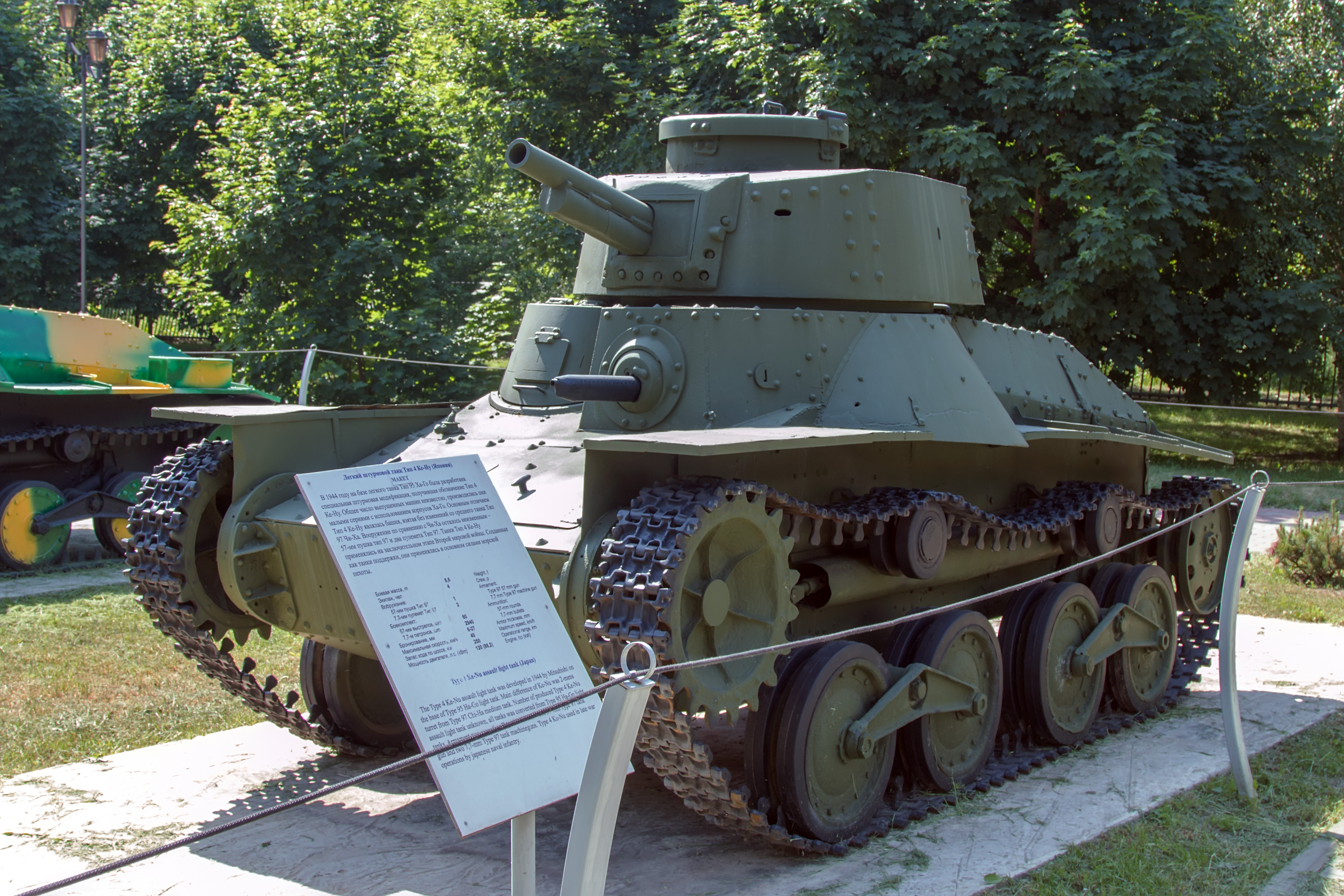
Autre vue
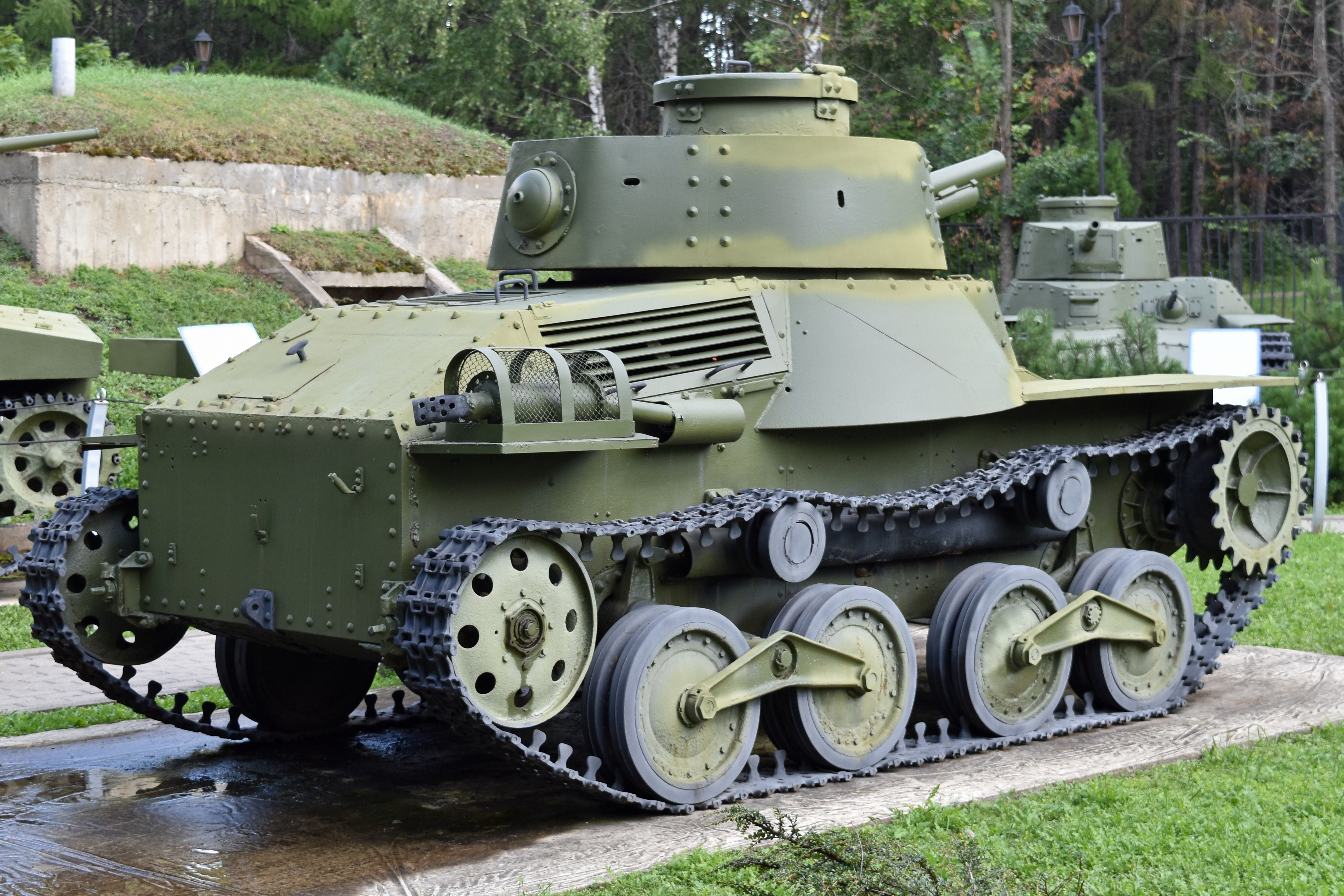
Vue arrière

## Rapport de Combat

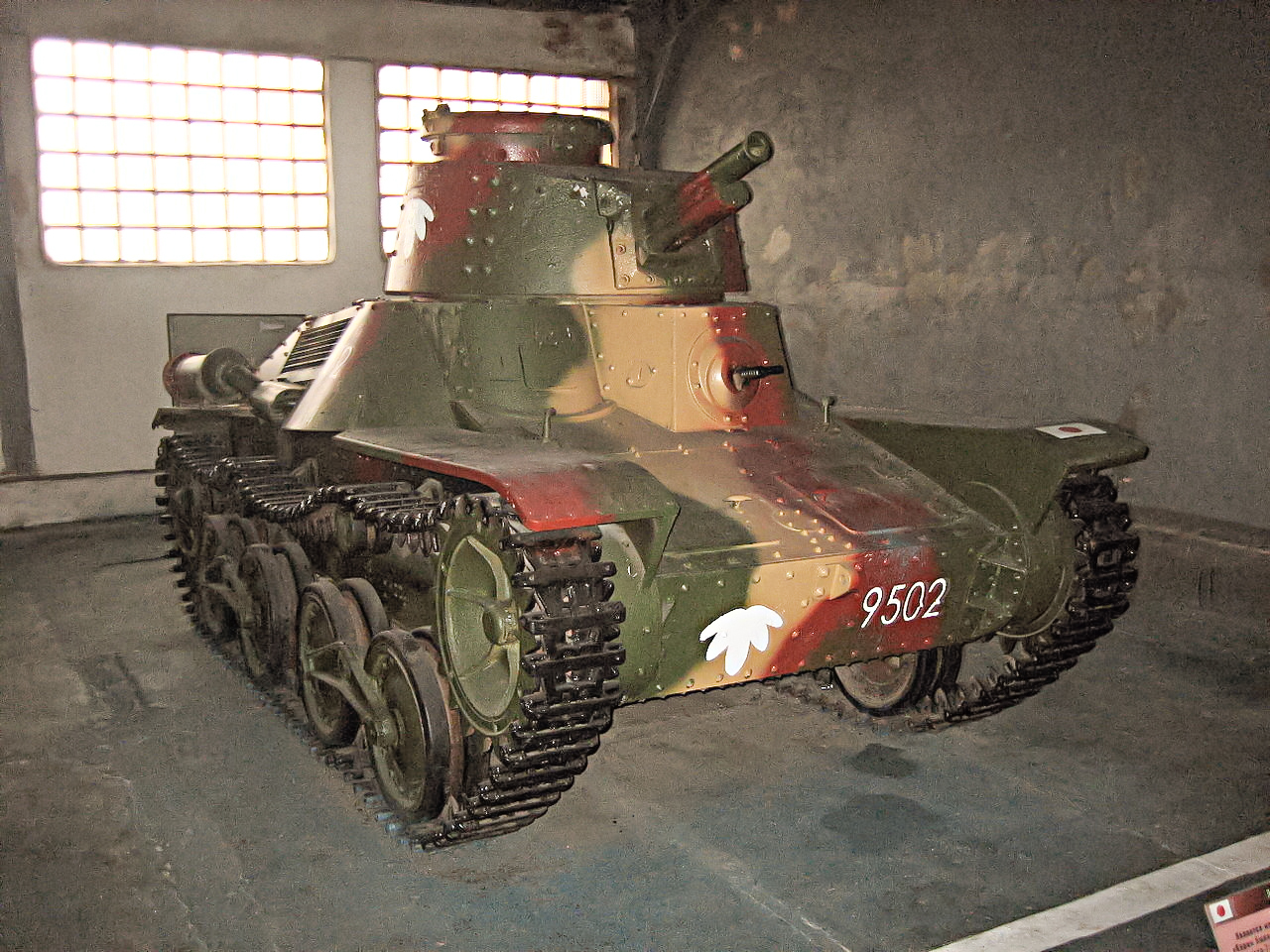
Type 4 Ke-Nu au Musée de Kubinka, Moscou

La conversion était à venir en 1944, mais elle était trop tard pour faire un quelconque impact sur les opérations de combat japonaises. La plupart des Type 4 Ke-Nu ont été retenus dans les îles Japonaises en prévision d'une invasion Américaine. Certains ont été affectés à des unités en Corée et en Mandchoukouo, et ont vu de brefs combats contre les forces Soviétiques durant l'invasion Soviétique de la Mandchourie. Un des Type 4 Ke-Nu survivant a été capturé dans le Mandchoukouo, et a été exposé à Moscou au Musée des blindés de Koubinka.